# Uloborus walckenaerius
A Uloborus walckenaerius é uma espécie de aranha que é capaz de que utilizar um cribellum para separar as fibras de sua teia e moldá-las de maneiras diversas.